# 毛籽红山茶
毛籽红山茶（学名：Camellia trichosperma）为山茶科山茶属的植物。分布在中国大陆的江西等地，目前尚未由人工引种栽培。